# Панеро, Леопольдо
Леопольдо Панеро Торбадо (исп. Leopoldo Panero Torbado, 17 октября 1909, Асторга, Леон — 27 августа 1962, Кастрильо-де-лас-Пьедрас, Леон) — испанский поэт.

## Биография
Учился праву в университетах Вальядолида и Мадрида. Дебютировал в мадридском Новом журнале, который сам и создал. В 1929—1930 провел восемь месяцев в туберкулезном санатории в горах Гуадаррамы. Затем изучал английскую и французскую литературу в Кембридже (1932—1934), Туре и Пуатье (1935). Публиковался в журнале Caballo Verde para la poesía, главным редактором которого был Пабло Неруда. С началом гражданской войны был арестован франкистами, но по ходатайству матери, М. де Унамуно и невесты Франко был отпущен на свободу. Присоединился к фаланге, был назначен атташе по культуре посольства Испании в Лондоне (1939), директором Испанского института там же (1945—1947). Поддерживал там связи с Луисом Сернудой и директором другого, республиканского Испанского института. Выпускал в Леоне литературный журнал Espadaña (1944—1950), печатался в мадридских журналах, поддерживал дружеские отношения с поэтом поколения 1927 года Херардо Диего. Был секретарем одной из секций созданного в 1946 Института культуры Испании и стран Латинской Америки.
Брат — поэт Хуан Панеро (1908—1937), погиб в автокатастрофе. Двое из трех сыновей — Хуан Луис Панеро (род. 1942) и Леопольдо Мария Панеро (1948—2014) — стали поэтами.

## Творчество
В начале пути был близок к поколению 1927 года, после поражения республики в его стихах усилились религиозные мотивы, тенденция к неоклассицизму в духе Гарсиласо, близость к поэтике Унамуно и Антонио Мачадо. В книгу Стихи каждого мгновения (1949) вошли элегии памяти Вальехо и Лорки. Предисловие к книге Личная песнь (1953, реплика на Всеобщую песнь Пабло Неруды) написал Д.Ридруэхо, к этому времени порвавший с франкизмом и переживший ссылку. Переводил английских поэтов-романтиков.

## Признание
Старейшая испанская премия Фастенрата (1949), Национальная премия по литературе (1950). В 2008 было опубликовано полное собрание его сочинений в 3-х томах (два тома стихотворений, том прозы).

## Посмертная судьба и семейная хроника
В 1976 испанский кинорежиссёр Хайме Чаварри (род. 1943) снял о семействе Панеро документальный фильм Расколдование (см.:  Архивная копия от 13 января 2009 на Wayback Machine). В первой части картины образ Леопольдо Панеро складывается из воспоминаний жены, писательницы Фелисидад Бланк и сыновей, ни одно изображение отца семейства на экране не появляется; герой второй части фильма — средний сын, бунтарь и проклятый поэт Леопольдо Мария Панеро. Фильм — одна из последних лент, изуродованных франкистской цензурой, — представил образ уходящей эпохи и стал культовым, награждён двумя испанскими премиями. В 1994 новую попытку расчёта с прошлым и воссоздания франкистской эпохи через рассказ о семье Панеро предпринял испанский режиссёр Рикардо Франко (1949—1998) в фильме После стольких лет (см.:  Архивная копия от 24 октября 2008 на Wayback Machine); здесь рассказами об отце и семействе делятся лишь три сына поэта, их мать к тому времени умерла.

## Произведения
- Crónica cuando amanece (1929)
- Poema de la niebla (1930)
- Versos del Guadarrama. Poesía 1930—1939 (1945)
- Escrito a cada instante (1949)
- Canto personal. Carta perdida a Pablo Neruda (1953)
- Cándida puerta (1960)
- Poesía 1932—1960 (1963)